# Љано Гвачиката (Констансија дел Росарио)
Љано Гвачиката (шп. Llano Guachicata) насеље је у Мексику у савезној држави Оахака у општини Констансија дел Росарио. Насеље се налази на надморској висини од 980 м.

## Становништво
Према подацима из 2005. године у насељу је живео 1 становник.

### Хронологија
| Година       | 2000        | 2005 |
| ------------ | ----------- | ---- |
| Становништво | 15 (5 / 10) | 1    |

### Попис
| # | Индикатор                        | Вредност |
| - | -------------------------------- | -------- |
| 1 | Укупно појединачних домаћинстава | 1        |